# Wim Boersma
Shihan Wim Boersma (29 mei 1923 – 23 juni 2005) was een Nederlandse jiujitsuka en judoka. Hij was met een 9e dan jiujitsu (en een 8e dan judo) de hoogst gegradueerde jiujitsuka in Nederland. Wim Boersma ontwierp in de jaren tachtig van de twintigste eeuw samen met Mario den Edel de ebo no kata en het daarop gebaseerde moderne lessysteem.